# Volcan Granada
Pour les articles homonymes, voir Granada.
Le Granada est un système de fissures volcaniques du Nicaragua.